# Бранешти (Тимиш)
Бранешти (рум. Brănești) насеље је у Румунији у жупанији Тимиш у граду Фађету. Oпштина се налази на надморској висини од 200 m.

## Прошлост
По "Румунској енциклопедији" место се први пут помиње 1514. године као Хуњадијев посед. Године 1717. ту је пописано 20 домова.
Аустријски царски ревизор Ерлер је 1774. године констатовао да место припада Фачетском округу, Лугожког дистрикта. Становништво је било претежно влашко. Када је 1797. године пописан православни клир ту је само један свештеник. Парох поп Јоаникије Поповић (рукоп. 1783) служио се само румунским језиком.

## Становништво
Према подацима из 2002. године у насељу је живело 575 становника.

### Попис2002.
| Расподела становништва по националности 2002.‍ | Расподела становништва по националности 2002.‍ | Расподела становништва по националности 2002.‍ | Расподела становништва по националности 2002.‍ | Расподела становништва по националности 2002.‍ |
| --------------------------------------------- | --------------------------------------------- | --------------------------------------------- | --------------------------------------------- | --------------------------------------------- |
|                                               |                                               |                                               |                                               |                                               |
| Румуни                                        | Румуни                                        |                                               | 385                                           | 67,2%                                         |
| Украјинци                                     | Украјинци                                     |                                               | 188                                           | 32,8%                                         |